# Reis dels Països Baixos
Els Països Baixos han estat una monarquia des de la proclamació de la independència, el 16 de març de 1815. Tots els monarques pertanyen a la Casa d'Orange-Nassau.
| 1                       | Guillem I         | 1772 a 1843     | 1815 a 1840         |
| 2                       | Guillem II        | 1792 a 1849     | 1840 a 1849         |
| 3                       | Guillem III       | 1817 a 1890     | 1849 a 1890         |
| Reis dels Països Baixos |                   |                 |                     |
| Ordre                   | Monarca           | Vida            | Regnat              |
| 4                       | Guillermina I     | 1880 a 1962     | 1890 a 1948         |
| 5                       | Juliana I         | 1909 a 2004     | 1948 a 1980         |
| 6                       | Beatriu I         | nascuda el 1938 | 1980 – 2013         |
| 7                       | Guillem Alexandre | nascut el 1967  | 2013 – en el càrrec |